# Sea Venom (Seezielflugkörper)
Die Sea Venom/ANL ist eine leichte Anti-Schiffsrakete des europäischen Unternehmens MBDA. Sie soll einmal die britische Sea Skua und die französische AS.15TT ersetzen.

## Entwicklung
Der Start des anfangs als „FASGW-ANL-Programm“ bezeichneten Projektes wurde auf der DSEI-Ausstellung in London im September 2009 bekannt gegeben. Die französischen und britischen Streitkräfte starteten das Programm zur Entwicklung der Sea-Venom-Rakete 2014 und hatten gleichrangige Arbeitsteilung vereinbart. Der erste Testabschuss durch einen Eurocopter-Dauphin-Hubschrauber der französischen Militär-Beschaffungsbehörde Direction générale de l’armement erfolgte im Juni 2017 über dem Mittelmeer-Testgelände Île du Levant bei Toulon. Großbritannien will seine Raketen vom Hubschrauber AgustaWestland AW159 einsetzen. Frankreich plant dagegen, die Flugkörper vom künftigen Hélicoptère Interarmées Léger (HIL) zu verschießen. Auch mit klassischen Westland Lynx soll die Sea Venom/ANL getestet werden.

## Technik
Die etwa 100 kg schwere Rakete ist mit einem 30-kg-Sprengkopf ausgerüstet und hat eine Reichweite von rund 20 Kilometern. Sie kann dabei automatisch Flugprofile abfliegen, darunter Tiefstflug, und lässt sich als Salve abfeuern. Ein 2-Weg-Datenlink sendet die Infrarot-Bilder des Suchkopfs an den Trägerhubschrauber, so dass dessen Operator während der gesamten Flugdauer eingreifen und nachträglich noch ein abweichendes Ziel zuweisen kann.